# Spinitheridiosoma
Genre
Spinitheridiosoma est un genre fossile d'araignées aranéomorphes de la famille des Theridiosomatidae.

## Distribution
Les espèces de ce genre ont été découvertes dans de l'ambre de la mer Baltique et de Bitterfeld en Saxe-Anhalt en Allemagne. Elles datent du Paléogène.

## Liste des espèces
Selon The World Spider Catalog 15.5 :
- †Spinitheridiosoma balticum Wunderlich, 2004
- †Spinitheridiosoma bispinosum Wunderlich, 2004
- †Spinitheridiosoma rima Wunderlich, 2004

## Publication originale
- (en) Jörg Wunderlich, The fossil Theridiosomatidae (Araneae) in Baltic and Dominican amber. Beiträge zur Araneologie, vol. 3, p. 998–1019., 2004.